# Liga Asobal 1996-97
La Liga Asobal 1996-97 se desarrolló con una liga regular de dieciséis equipos en la que se enfrentaban todos contra todos a doble vuelta. Esta temporada los dos equipos que ascendieron fueron el Pescanova Chapela y el PRASA Pozoblanco. Por otra parte, el Avirresa Guadalajara y el Conquense renunciaron a participar en la categoría, por lo que el Barakaldo UPV y el Eresa Valencia ocuparon sus plazas.
El título lo revalidó el FC Barcelona, tras ceder únicamente dos derrotas en toda la temporada regular, aventajando en ocho puntos al segundo clasificado, el Prosesa Ademar León. Debido a que el Barcelona ganó también la Copa de Europa este año, el Ademar también se clasificó para la siguiente edición de esta competición.

## Clasificación
| Pos | Equipo                      | J  | G  | E | P  | GF  | GC  | Dif  | Pts |
| --- | --------------------------- | -- | -- | - | -- | --- | --- | ---- | --- |
| 1   | F.C. Barcelona              | 30 | 28 | 0 | 2  | 993 | 709 | 284  | 56  |
| 2   | Prosesa Ademar León         | 30 | 22 | 4 | 4  | 848 | 739 | 109  | 48  |
| 3   | C.B. Cantabria Santander    | 30 | 20 | 2 | 8  | 841 | 724 | 117  | 42  |
| 4   | C.BM. Valladolid            | 30 | 17 | 4 | 9  | 835 | 812 | 23   | 38  |
| 5   | Elgorriaga Bidasoa Irún     | 30 | 17 | 3 | 10 | 760 | 710 | 50   | 37  |
| 6   | S.D. Academia Octavio Vigo  | 30 | 15 | 6 | 9  | 860 | 853 | 7    | 36  |
| 7   | Cadagua Gáldar              | 30 | 16 | 2 | 12 | 874 | 832 | 42   | 34  |
| 8   | A.D.C. Ciudad Real          | 30 | 13 | 4 | 13 | 815 | 815 | 0    | 30  |
| 9   | S.D.C. San Antonio Pamplona | 30 | 10 | 6 | 14 | 683 | 753 | –70  | 26  |
| 10  | Frigoríficos Morrazo Cangas | 30 | 9  | 6 | 15 | 704 | 778 | –74  | 24  |
| 11  | C.BM. Granollers            | 30 | 11 | 1 | 18 | 693 | 730 | –37  | 23  |
| 12  | Barakaldo UPV               | 30 | 7  | 6 | 17 | 773 | 898 | –125 | 20  |
| 13  | Pescanova Chapela           | 30 | 8  | 4 | 18 | 697 | 743 | –46  | 20  |
| 14  | S.D. Teucro Pontevedra      | 30 | 6  | 7 | 17 | 781 | 833 | –52  | 19  |
| 15  | Prasa Pozoblanco            | 30 | 6  | 6 | 18 | 770 | 852 | –82  | 18  |
| 16  | Eresa Valencia              | 30 | 3  | 3 | 24 | 723 | 869 | –146 | 9   |

|  | EHF Champions League         |
|  | Recopa de Europa             |
|  | Copa EHF                     |
|  | EHF City Cup                 |
|  | Eliminatoria por el descenso |
|  | Descenso                     |